# BWRX-300
BWRX-300是日本日立製作所和美國奇異公司共同出資的奇異日立核能公司。（GE Hitachi Nuclear Energy）提出的小型模块化核反应爐（SMR）方案。 BWRX-300在佔用面積小於一個足球場範圍內，預計能提供300MW（百萬瓦）的發電量，同時具有被动安全功能，即使在极端情况下，也不需要外部电源或操作员操作来维持安全状态。

## 技術
BWRX-300 是早期奇異日立核能公司的經濟簡化型沸水式反應器（Economic Simplified Boiling Water Reactor）小型化革新版本。該反應爐基於多年驗證和普及的沸水反應爐核能技术，使用普通轻水作为核反应堆冷却剂去除堆芯的热量。
然而經濟簡化型沸水式反應器设计採用獨特的熱對流系統讓水在堆芯内循环。这与大多数需要电动泵来主动冷却燃料的核反应堆形成鲜明对比。使得该系统具有简单性和经济性方面的优点，也因此就算機組失去外部電源，也能利用液體的溫度差，來維持最少七日的被動冷卻流動，確保核子燃料的安全冷卻作業。

## 新建規劃
2021 年 12 月 1 日，安大略发电公司(OPG) 选择了 BWRX-300 SMR 在达灵顿核电站使用。  2023 年 7 月 7 日，安大略发电公司选择在該项目中另外建造三台 BWRX-300 SMR，加入第一个已在建的项目。 

2021 年 12 月 16 日，波兰 Synthos Green Energy (SGE)、GE Hitachi Nuclear Energy 和 BWXT Canada 宣布打算在 2030 年代初部署至少 10 个 BWRX-300 反应堆。  2022 年 7 月 8 日，SGE 和PKN Orlen的合资企业 Orlen Synthos Green 向国家原子能机构申请对 BWRX-300 SMR 技术的总体意见。 同年 8 月，宣布反应堆的交付日期：2029 年。该反应堆将于 2024 年在安大略省达灵顿开始建造。 
2022 年 3 月 14 日，Kärnfull Future AB 与 GEH 签署了一份谅解备忘录，在瑞典部署 BWRX-300。 
2022 年 6 月 27 日，加拿大萨斯喀彻温省电力公司选择 BWRX-300 SMR 在 2030 年代中期在萨斯喀彻温省进行潜在部署
2023 年 2 月 8 日， Fermi Energia AS选择 BWRX-300 SMR 在 2030 年代初期在爱沙尼亚Lääne-Viru 县进行潜在部署。